# 독일의 나우루 공격
두 차례에 걸쳐 일어난 독일군의 나우루 공격(영어: German attacks on Nauru)은 1940년 12월 독일군이 나우루를 폭격한 사건이었다. 12월 6일부터 8일, 27일 두 차례에 걸쳐 보조순양함 2척이 나우루를 공격하였다. 급습으로 인해 연합국 소속 상선 5척이 격침되었고 나우루의 경제에 중요한 인산염 캔틸리버 하중 장치가 손상을 입었다. 오스트레일리아와 뉴질랜드의 경제의 중요성에도 불구하고, 나우루는 방어 준비가 되어 있지 않았으며 독일은 피해를 입지 않았다.
나우루의 두 차례 공격은 제2차 세계 대전 중 태평양의 독일군 작전에서 가장 효과적이었던 작전이다. 이 피해로 인해 오스트레일리아, 뉴질랜드, 일본으로 운송되는 인산염 보급이 중단되면서 농업에 타격을 입게 되었다. 이에 대응하여 연합군 해군은 나우루와 바나바섬을 보호하기 위해 남태평양 근처로 일부 배치되었다. 또한 두 섬을 지키기 위한 주둔군이 배치되었다.

## 배경
나우루와 근처의 섬들은 오스트레일리아와 뉴질랜드의 비료 생산지였으며 제2차 세계 대전 기간 양국의 농업에 중요한 역할을 하였다. 멜버른을 기지로 한 영국 인산염위원회(BPC)는 나우루의 인산염 수출 및 생산을 통제하고 있었다. 1940년 6월 30일까지 한 해 동안, 인산염위원회는 나우루에서 백만 톤 이상의 인산염을 생산했으며 이중 거의 절반 이상이 나우루에서 근처 섬의 4척의 수송선(트리아딕, 트리아스터, 트리오나, 트리엔자)과 공인 상선으로 운반되고 있었다.
이 섬에는 항구나 닻을 댈 만한 곳이 없었으므로, 인산염 수송선은 수심이 깊은 곳에서 계류한 이후 외팔보 방파제를 통해 화물을 수하했다. 남서풍이 부는 전년도 11월부터 3월까지 수송선은 운반을 그만두고 풍향이 나아질 때까지 섬에서 멀리 떨어졌다. 보통 연료를 절약하기 위해 표류를 허용하는 것이 일반적이었으며, 나우루에서 떨어져 표류하는 배들은 꽤 많았다.
호주와 뉴질랜드 경제의 중요성에도 불구하고, 나우루는 제한된 군비에서 오스트레일리아군 주둔지에서 섬 보호에서 낮은 우선순위를 받았으며 두 섬은 1940년 12월까지 방비를 하지 않았다. 그러나 호주 본토의 전략적 인산염 비축으로 섬 공격의 영향을 줄이고자 했다.

일본 국기가 그려진 "코매트"의 모습

코매트의 도식도

1940년 10월 말, 선장 쿠르트 베이허가 지휘하는 코메트와 선장 로버트 예센이 지휘하는 독일 기습군 오리온과 보급선 쿨메르랜드가 캐롤라인 제도의 라모트레크섬에서 만났다. 예센은 다른 두 선장보다 더 연공이 있었으며 이 선단의 총지휘를 맡게 되었다. 3척의 함선은 11월에 18일 동안 뉴질랜드 동부 해안에서 작전을 펼쳤고, 소형 연안 연락선 "홈우드"와 대형 원양 정기선 MS 렝기타네를 각각 11월 25일과 27일에 미약한 뉴질랜드 방어군에 감지되지 않고 격침시켰다. 이러한 공격에 이어, 11월 29일에는 케르메덱 제도를 급습하여 "쿨메르랜드"로 여성과 어린이, 포로를 보냈다. 이후 3척의 선단은 나우루의 인산염 산업체를 공격한다는 계획을 세우고, 독일 선장은 이 섬의 선단의 집중도를 잘 알고 있었다.

## 나우루 공격

1940년 12월과 1941년 1월의 독일 함선 3척의 이동로

독일군은 나우루로 가는 동안 첫 번째로 BPC 함선을 만났다. 12월 6일, 트리오나(4,413 롱톤, 4,484t)는 솔로몬 제도 북동부에서 공격받았고, 승무원 3명이 독일군의 포에 사망한 이후 어뢰에 맞아 침몰했다. 생존자 68명 모두 살아남았지만 포로가 되었다.
기습군 선장은 12월 8일 나우루 해안에 폭탄을 설치하고자 했으나, 날씨가 나빠져서 외곽에서 선박을 격침하고자 했다. 12월 7일 밤, 일본 상선 "만요 마루"로 위장한 코매트가 정찰하던 도중 나우루 남쪽 약 14km에서 노르웨이 상선 "비니"(5,181 롱톤, 5,264t)를 격침시켰다. 기습군이 해안에서 발견된 반면, 배들은 일본 소속 상선으로 위장에 성공했다.
"오리온"은 12월 8일 새벽 코매트와 합류하여 공격을 시작해 트리아딕(6,378 롱톤, 6,480t)을 손상시켰고 트리아스터(6,032 롱톤, 6,129t)를 격침시켰다. 그리고, 코매트는 트리아딕을 고의적으로 구멍을 내어 침몰시킬려고 했지만 실패했고 나중에 오리온이 포를 발사하여 상선을 침몰시켰다. 나중에 코매트는 영국 기선 "코마타"(3,900 롱톤, 4,000t)을 격침시켰다. 이러한 공격들에 이어, 두 기습군과 쿨메르랜드가 철수했고 나우루 동쪽 약 32km에서 규합했다. 날씨가 계속 좋지 않았기 때문에, 코매트와 쿨메르랜드는 마셜 제도의 아일링글라플라프 환초에 간 이후 나우루 북동쪽에서 재보급할 계획을 세웠다. 이후 함선들은 섬에서 공격대와 함께 섬을 공격할 시도를 하였다.

1940년 12월 7~8일, 27일 나우루의 독일 공격도

독일군이 12월 15일 나우루에서 떠나 재규합한 이후, 날씨가 나우루를 공격하고 상륙하기에는 계속 좋지 않았다. 함선에 대한 추가 공격은 비실현적이라고 판단하고 기습군은 분산하여 나우루와 태평양 섬 사이를 오가는 라디오 메시지를 차단했다. 대신, 선박 3척은 호주 관할 섬인 에미라우섬에 침공하여 포로 675명을 얻었다. 베이허는 보드에 오리온이 유럽 민족 포로를 해방하는 것을 거부하면서 그는 "숙련된 장교와 승무원은 영국에 선박 그 자체로 문제가 있다"라고 믿고 34명의 유럽인과 171명의 중국인, 남태평양 원주민을 풀어주었다.
독일에는 다행스럽게도, 에미라우섬은 오스트레일리아 정부에서 오스트레일리아 왕립 해군 선박이 제공하는 라디오를 가지고 있지 않은 소수의 몇몇 섬들 중 하나였다. 섬에는 유럽인 가족 2가구가 풀린 포로에게 보급품을 주었으며 뉴아일랜드섬의 캐비앵으로 카누를 보내 호주 정부에게 이를 알렸다. 에미라우섬에 추가 보급을 하기 위해 스쿠너가 출발하여 12월 24일 도착했다. 뉴브리튼섬의 식민지총독과 몇몇 보급품 또한 보급품 보트를 이용하여 에미라우섬에 도착했다. 해방한 포로에 대한 운송 작업은 기선 "넬슨"을 이용하여 12월 29일 시작하여 1941년 1월 1일 퀸즐랜드주 타운즈빌에 도착했다. 이들은 독일의 급습 작전에 대한 정보를 제공하고, 독일 해군 장교가 1941년 2월 19일 기습 작전에 대한 포로 해방의 금지하는 명령을 내보냈다.
독일 선박 3척은 1940년 12월 21일 에미라우섬을 떠난 후 갈라졌다. 오리온은 라모트레크로 향한 이후 캐롤라인 제도의 메르그섬에서 엔진을 정밀 검사하였고, 쿨메르랜드는 일본으로, 코매트만 남태평양에서 작전을 계속했다. 이 선박은 12월 24일 라바울에서 모터보트를 이용하여 기뢰를 심으려고 했지만, 보트의 엔진이 고장나 이 작전은 취소되었다.
코매트는 라바울의 작전이 실패한 이후 나우루로 돌아가서 12월 27일 05:45에 섬에 도착했다. 라디오를 이용하지 않고 경고를 보낸 이후, 인산염 공장을 파괴하려는 함선의 시도가 보이고 06:40에 포를 발사하기 시작했다. 한 시간 가량의 이 포격으로, 기습군은 공장 설비, 석유 탱크, 보트, 건물들 및 계류 부포를 파괴했다. 이 공격에 이어 코매트는 남동쪽으로 항해했고, 나우루에서는 방송을 통해 오스트레일리아에게 나우루가 공격당했다는 소식을 전달했다. 이것은 전쟁 기간 동안 마지막으로 나우루에 활동한 독일 선박이며, 이후 코매트는 인도양으로 활동지를 옮겼다.

## 여파

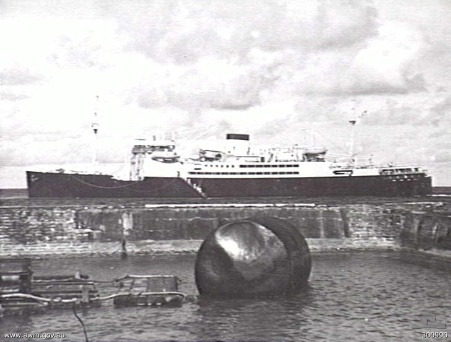
1941년 1월, 나우루의 HMAS 마누라(manoora)

독일군의 나우루 기습은 제2차 세계 대전 동안 오스트레일리아와 뉴질랜드의 경제에 타격을 미치는 데 성공했다. 나우루에서 인산염 출하를 재개하기까지 10주가 걸렸고, 선박 및 인프라 손실로 인해 출하량이 급감하였다. 이 결과, 1941년 7월 뉴질랜드에서는 인산염 비료의 배급제가 시작되었다. 코매트의 섬 포격은 일본의 인산염 위탁 생산도 방해하여 일본 정부가 독일에게 제공하는 원조를 줄이는 위협을 하게 되는 원인이 되었다. 나우루 공격 성공은 오스트레일리아와 뉴질랜드에서 기습군이 섬의 배반 세력의 지지를 받았다는 소문이 퍼지게 하였다. 몇몇 소문에 대한 조사를 실시한 이후, 이 소문들은 근거가 없다고 밝혀졌다.
이 기습에 이어 태평양 지역의 영연방군 군대는 추가 기습 방지를 위한 조치를 취했다. 오스트레일리아 왕립 공군과 뉴질랜드 왕립 공군은 주요 항구 근처에서 침입군을 찾기 위한 순찰 작전 횟수가 증가하기 시작했다. 또한, 오스트레일리아 해군위원회는 영국 해군에게 기습군 위협을 줄이기 위한 오스트레일리아 해군 병력의 배치 권한을 달라고 요구했다. 이에 동의하여, 경순양함 HMAS 시드니와 무장 상선 HMAS 카님블라가 해외 기지에서 오스트레일리아 본토로 돌아왔다. 나우루와 태평양 섬들에 대한 해군 보호가 허락되어 무장 상선 순양함 HMAS 마누라가 트리엔자를 호위하기 위해 1941년 1월 4일 섬에 도착했다. 몇몇 오스트레일리아와 뉴질랜드 군함이 이후 1달동안 섬에 떨어져 지속적으로 배치되었으며, 각 섬에는 2개의 야전포가 배치되었다. 또한 이 공격은 오스트레일리아와 뉴질랜드 사이 호송대 도입을 주도하게 되는 계기가 된다. 해군부는 에미라우섬에서 해방된 포로의 정보를 이용하여 독일 침입군이 작전을 하는데 이용한 지역을 순찰했다. 이는 기습의 효과를 낮추었으며, 코매트와 오리온은 나우루에서 공격한 이후 1941년 말 유럽으로 돌아올 때까지 단 3척만 격침시켰다.

## 같이 보기
- 일본의 나우루 점령
- 프레드릭 로덴 샬메르 (나우루의 총독)

## 참고 자료
- Forczyk, Robert (2010). 《German Commerce Raider vs British Cruiser : The Atlantic & The Pacific, 1941》. Oxford: Osprey. ISBN 978-1-84603-918-8.
- Gill, G. Hermon (1957). 《Royal Australian Navy 1939–1942》. Australia in the War of 1939–1945. Series 2 – Navy. Canberra: Australian War Memorial. 2009년 5월 25일에 원본 문서에서 보존된 문서. 2013년 9월 20일에 확인함.
- Jackson, Richard (1998). 〈Forcing force development: the impact of the German raiders on New Zealand's maritime defences〉.   David Stevens. 《Maritime Power in the 20th Century: The Australian Experience》. Sydney: Allen & Unwin. ISBN 1-86448-736-4.
- Pretes, Michael (2003). “The Nauru Connection”. 《Wartime》 (Canberra: Australian War Memorial) (23). ISSN 1328-2727.
- Waters, Sydney David (1956). 《The Royal New Zealand Navy》. The Official History of New Zealand in the Second World War 1939–1945. Wellington: Historical Publications Branch.